# Epoligosita vera
Epoligosita vera is een vliesvleugelig insect uit de familie Trichogrammatidae. De wetenschappelijke naam is voor het eerst geldig gepubliceerd in 1969 door Viggiani.